# こうのとり9号機
こうのとり9号機（こうのとり9ごうき、HTV9）は、9番目かつ「こうのとり」として最後の宇宙ステーション補給機。2020年（令和2年）5月21日2時31分0秒にH-IIBロケット9号機で種子島宇宙センターから打ち上げられた。新型コロナウイルス感染拡大防止のため、見学者へ種子島への来島自粛が呼びかけられ、長谷公園、前之峯陸上競技、宇宙ヶ丘公園、恵美之江展望公園の各打ち上げ見学場も閉鎖されて打ち上げられた。

## 特徴
日本の宇宙ステーション補給機の9号機であり、シリーズの同型機である。こうのとり8号機に続く9機目の運用機かつ最終号機で、この9号機をもって「こうのとり」は退役する。なお、こうのとりの打ち上げに用いられてきたH-IIBロケットも今回の9号機をもってこうのとりと共に退役する。
この9号機は8号機と同様に、HTV-Xに適用予定の技術を事前検証を目的として先行的に採用されている。1つ目が自動ドッキング技術で必要となるWireless LAN通信装置を搭載し、こうのとり9号機から見たISSの相対的な動きをこうのとり9号機の推進モジュールに設置したカメラから動画を撮り、即時にISSに伝送する実証を行う。他にも8号機から用いられた新型姿勢制御センサーなどの技術も引き続き9号機でも採用されている。
5-8号機に続いて9号機でも生鮮食品を送ることになった。また、6-8号機に続いて9号機でもISS用新型リチウムイオンバッテリー6台を運ぶことになり、S6トラスのニッケル水素バッテリー12台と交換する。ロボットアームが届かないため、全て船外活動で交換を行う。

## 物資
こうのとり9号機は、補給キャリアの与圧部に約4.3トン、非与圧部に約1.9トン、合計で約6.2トンの物資をISSに運ぶ

### 与圧部
- JAXAの物資[14][12]
  - 超小型衛星搭載用地球観測衛星用カメラ（integrated Standard Imager for Microsatellites:iSIM）
  - 固体燃焼実験装置（Solid Combustion Experiment Module:SCEM）などFLARE（Flammability Limits at Reduced Gravity Experiment）実験関連品
  - きぼう宇宙放送局（Space Frontier Studio KIBO）関連品
- NASAの物資[14][12]
  - 食料・宇宙飛行士の生活用品等の搭乗員関連品（JAXAが準備を行う生鮮食品を含む。）
  - 米国実験ラック（Express Rack 11B:ER11B）
  - 貯水システム（Water Storage System:WSS）用水タンク
  - 窒素を補充するためのシステム（NORS）タンク
  - 窒素と酸素を補充するためのシステム（Nitrogen Oxygen Recharge System:NORS）タンク
- ESAの物資[14]
  - 欧州引出しラック 2（European Drawer MarkⅡ:EDR2）

### 非与圧部
- NASAの物資[14][12]
  - ISS用新型リチウムイオンバッテリー6台（1台あたり縦103cm、横94cm、高さ48cm、197kg[13]）

## 運用
- 2020年5月21日2時31分0秒（JST） - H-IIBロケット9号機（H-IIB・F9）を種子島宇宙センターから打ち上げ、約15分7秒後にロケットより正常に分離[15]。
- 2020年5月25日21時13分（JST） - ISSロボットアームにより把持[16]。
- 2020年5月26日3時25分（JST） - ISSとの結合を完了[17]。結合箇所は「ハーモニー」（第2結合部）の下側（地球側）[18]。
- 2020年5月26日4時24分（JST） - クルーが入室[19]。
- 2020年8月18日0時45分（JST） - 与圧部ハッチ閉鎖[20]。
- 2020年8月19日2時37分（JST） - ISSから分離[21]。
- 2020年8月20日16時7分（推定、JST） - 大気圏へ再突入（高度120km）[22]。